# Чемпионат России по боксу 2001
Чемпионат России по боксу 2001 года проходил в Саратове с 3 по 8 апреля.

## Медалисты
| Весовая категория | Золото                                   | Серебро                           | Бронза                                                                     |
| ----------------- | ---------------------------------------- | --------------------------------- | -------------------------------------------------------------------------- |
| до 48 кг          | Сергей Казаков Ульяновская область       | Сергей Ананьин Иркутск            | Александр Афанасьев Димитровград Максим Махинин Нижневартовск              |
| до 51 кг          | Георгий Балакшин Якутия                  | Анатолий Лебедев Хабаровск        | Максим Халиков Трёхгорный Адель Зайнетдинов Димитровград                   |
| до 54 кг          | Афанасий Поскачин Якутия                 | Андрей Алымов Челябинск           | Александр Комаренко ХМАО Дмитрий Гайсин Пермь                              |
| до 57 кг          | Алексей Шайдулин Калининградская область | Сергей Пулькевич Хабаровск        | Александр Митишев Челябинск Шафидин Аллахвердиев Махачкала                 |
| до 60 кг          | Александр Малетин ХМАО                   | Андрей Козловский Новосибирск     | Алексей Степанов Волгоград Вячеслав Власов Красноярск                      |
| до 63,5 кг        | Александр Леонов Москва                  | Айдын Гасанов Каспийск            | Дмитрий Павлюченков Ростов-на-Дону Константин Чурилов Комсомольск-на-Амуре |
| до 67 кг          | Тимур Гайдалов Дагестан                  | Владимир Носов Москва             | Антон Солопов ХМАО Вячеслав Чиков Волгоград                                |
| до 71 кг          | Андрей Мишин Иркутская область           | Андрей Баланов Подольск           | Владимир Есмейкин Жигулёвск Владимир Степанец Хабаровск                    |
| до 75 кг          | Гайдарбек Гайдарбеков Дагестан           | Андрей Гоголев Нижний Новгород    | Станислав Тулупов Новосибирск Денис Инкин Новосибирск                      |
| до 81 кг          | Евгений Макаренко ХМАО                   | Михаил Гала Пермь                 | Владимир Плетнёв Челябинск Алексей Астраханцев Челябинская область         |
| до 91 кг          | Султан Ибрагимов Ростовская область      | Евгений Архипов Москва            | Зограб Енокян Волгоград Александр Алексеев Самара                          |
| свыше 91 кг       | Александр Поветкин Курск                 | Алексей Лезин Ульяновская область | Андрей Кутасевич Челябинск Игорь Власов Самара                             |